# 템포

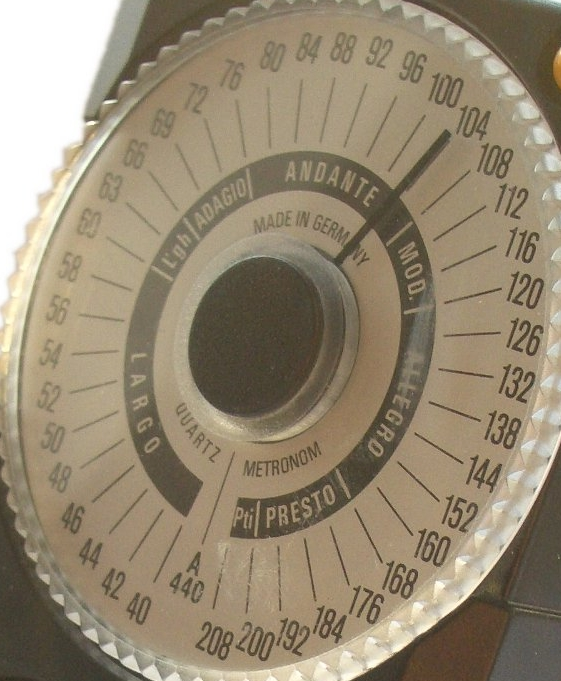

서양 고전 음악에서 템포(tempo)는 곡의 빠르기를 가리키는 이탈리아어이다.

## 표기

### 빠르기말
빠르기말은 서양 고전 음악에서 템포를 나타내기 위해 쓰는 이탈리아어로서 안단테, 알레그로, 모데라토 등이 있다.

### BPM
BPM(Beats Per Minute)은 곡의 진행을 분당 몇박이 있는지를 숫자로 표기하는 방식이다.
BPM(Bar Per Minute)은 음악에서 시간 진행상 1분에  몇 마디(Bar)가 있는 지 음표(Note)와 마디(Bar)의 수를 함께 표기하는 방식이다.

## 같이 보기
- 메트로놈